# Усть-Сюмсінський
Усть-Сюмсі́нський (Уть-Сюмсінський; рос. Усть-Сюмсинский) — виселок у складі Селтинського району Удмуртії, Росія.

## Населення
Населення — 10 осіб (2010; 15 в 2002).
Національний склад станом на 2002 рік:
- удмурти — 60 %
- росіяни — 33 %

## Урбаноніми[3]
- вулиці — Висельська